# Rondi Reed
Rondi Reed (Dixon (Illinois), 26 ottobre 1952) è un'attrice statunitense.
Nel 2008 ha vinto il Tony Award alla miglior attrice non protagonista in uno spettacolo per la sua performance in Agosto, foto di famiglia a Broadway. Ha recitato anche in alcuni musical, tra cui Wicked.
È nota anche per aver interpretato il ruolo di Peggy Biggs nella sitcom statunitense Mike & Molly.

## Primi anni di vita
Reed è nata a Dixon, Illinois,Il 26 ottobre 1952. 
Si è laureata presso la Illinois State University nel 1977

## Carriera
Reed è membro della Stepeenwolf Theater Company per molti anni, apparendo in 51 produzioni per la compagnia.
È apparsa a Broadway in The Rise end Fall of Little Voice nel 1994 e in The Grapes of Wrath nel 1990 tra gli altri.
Il 13 luglio 2005, ha iniziato il ruolo di Madame Morrible nella produzione di Chicago nel musical Wicked.
Ha dato origine al ruolo di Mattie Fare Aiken nella produzione di Broadway di Agosto, foto di famiglia nel 2007,  per il quale ha vinto il Tony Award 2008 per la migliore interpretazione di una attrice protagonista in uno spettacolo teatrale.

## Filmografia parziale

### Cinema
- One More Saturday Night, regia di Dennis Klein (1986)
- Pioggia di soldi (Mo' Money), regia di Peter MacDonald (1992)
- Nata ieri (Born Yesterday), regia di Luis Mandoki (1993)
- Caccia mortale (Joshua Tree), regia di Vic Armstrong (1993)
- Fearless - Senza paura (Fearless), regia di Peter Weir (1993)
- La prossima vittima (Eye for an Eye), regia di John Schlesinger (1996)
- Da giungla a giungla (Jungle 2 Jungle), regia di John Pasquin (1997)
- The Astronaut's Wife - La moglie dell'astronauta (The Astronaut's Wife), regia di Rand Ravich (1999)
- Cotton, regia di Marty Madden (2015)
- Always Worthy, regia di Marianna Palka (2015)

### Televisione
- Pappa e ciccia (Roseanne) – serie TV, episodio 4x20 (1992)
- L.A. Law - Avvocati a Los Angeles (L.A. Law) – serie TV episodio 6x20 (1992)
- Legami di sangue, vincoli d'amore (Desperate Choices: To Save My Child), regia di Andy Tennant – film TV (1992)
- Wild Palms – miniserie TV, puntate 01-02 (1993)
- Senza movente (Murder in the Heartland), regia di Robert Markowitz – miniserie TV (1993)
- Grace Under Fire – serie TV, episodio 2x14 (1995)
- Seinfeld – serie TV, episodio 6x16 (1995)
- Un tram che si chiama Desiderio (A Streetcar Named Desire), regia di Glenn Jordan – film TV (1995)
- The Practice - Professione avvocati (The Practice) – serie TV, episodio 2x22 (1998)
- Quell'uragano di papà (Home Improvement) – serie TV, episodio 8x22 (1999)
- Lipstick Jungle – serie TV, episodi 1x04 (2008)
- You Don't Know Jack - Il dottor morte (You Don't Know Jack), regia di Barry Levinson – film TV (2010)
- Mike & Molly – serie TV, 84 episodi (2010-2016)
- Scandal – serie TV, episodio 4x20 (2015)
- Masters of Sex – serie TV, episodi 4x05-4x06-4x07 (2016)
- Le regole del delitto perfetto (How to Get Away with Murder) – serie TV, episodi 5x03-5x04 (2018)
- Midnight, Texas – serie TV, episodio 2x04 (2018)
- Speechless – serie TV, episodio 3x13 (2019)
- Mom – serie TV, episodio 8x18 (2021)
- Why Women Kill – serie TV, episodi 2x01-2x02-2x03 (2021)
- B Positive – serie TV, episodi 2x14-2x15-2x16 (2022)

## Doppiatori italiani
Nelle versioni in italiano delle opere in cui ha recitato, Rondi Reed è stata doppiata da:
- Patrizia Scianca in Scandal
- Anna Rita Pasanisi in Disjointed

## Riconoscimenti

### Tony Award
- Miglior attrice non protagonista in uno spettacolo teatrale per Agosto, foto di famiglia (2008)